# Danny Ocean
Danny Ocean   (Caracas, 5 de maig de 1992) nom artístic de Daniel Alejandro Morales Reyes és un cantant, dissenyador gràfic i productor veneçolà, de musicà llatina, reguetón, dancehall i moombahton. Ha estat nominat a múltiples premis, i es reconegut pel tema que el va fer-se conèixer «Me rehúso», el qual va penjar l'any 2016 a través del seu canal de YouTube.
Ocean va ser el primer cantant veneçolà a arribar a les més de mil milions de reproduccions a YouTube-dos mil milions de descàrregues a tot el món per ITunes i Spotify. El seu senzill «"Me Rehúso"» va ser certificat com sèptuple platí per PROMUSICAE, la qual cosa li va inspirar a crear una versió en anglès de la cançó, anomenada «Baby I Won't». Després del seu debut amb el senzill, Danny va llançar altres temes com «Dembow» i «Vuelve». Més tard sortirien temes com «Epa Wei», produïda per Skrillex i Looking For ', al costat de Digital Farm Animals. A més va participar en l'àlbum Global Citizen Pt.1 de Coldplay sota el nom de Los Unidades, amb la cançó «Voodoo».
El 2017, va signar un contracte amb les discogràfiques Warner Music Group i Atlantic Records. El 2019, va llançar el seu primer àlbum d'estudi titulat 54 + 1, essent molt ben rebut per la crítica especialitzada.